# Axel Sjöblad
Axel Sjöblad, švedski rokometaš, * 3. november 1967, Malmö.
Leta 1992 je na poletnih olimpijskih igrah v Barceloni v sestavi švedske reprezentance osvojil srebrno olimpijsko medaljo.